# 松江市立図書館
松江市立図書館（まつえしりつとしょかん）は、島根県松江市にある公共図書館である。
松江市が管理運営する図書館には、中央図書館、島根図書館、東出雲図書館、移動図書館がある。全館の蔵書数は463,092冊で、年間貸出数は629,874冊である（2018年度）。

## 歴史

### 年表
- 1986年（昭和61年）6月1日 - 松江市総合文化センターの一部として、松江市立図書館を開館。
- 2008年（平成20年）6月1日 - 松江市立島根図書館が、島根町加賀にオープン。松江市立図書館は、中央図書館に名称を変更。
- 2008年（平成20年）11月1日 -移動図書館車（ブックモービル）が運行を開始。
- 2011年（平成23年）8月1日 - 東出雲町との合併により、松江市立東出雲図書館（旧東出雲町立図書館）を開設。
- 2016年（平成28年）6月 - 中央図書館開館30周年記念事業を開催。
- 2018年（平成30年）6月 - 島根図書館開館10周年記念事業を開催。
- 2018年（平成30年）12月 - 移動図書館車運行10周年記念事業を開催。[1]
- 2022年（令和4年）4月 - 中央図書館が松江市総合文化センター改修工事のため休館。
- 2023年（令和5年）10月 - 中央図書館リニューアルオープン。

## 松江市立中央図書館
松江市立中央図書館は、島根県松江市西津田6丁目5番44号の松江市総合文化センター プラバホールとの複合施設にある本館（中央図書館）である。2018年度の蔵書数は 381,469冊、年間貸出数は497,607冊。主な蔵書としては、一般書：309,454冊、児童書：72,015冊、雑誌を 18,637冊、AVソフトを1,092本 所蔵している。1986年6月に松江市総合文化センター内に開館した。小泉八雲資料室、学習室がある。2008年に松江市立島根図書館を開館を機に松江市立中央図書館に名称を変更した。
2023年10月、2022年4月からの改修工事を終え、リニューアルオープンした。休館中はイオン松江ショッピングセンターに仮設窓口が置かれ、リニューアル後も返却ポストや予約本ロッカーがイオンに置かれている。

### 施設概要
- 所在地：松江市西津田六丁目5番44号
- 開館日：1986年（昭和61年）6月1日、プラバホールと図書館の複合施設「松江市総合文化センター」として竣工
- 構造：鉄筋コンクリート造（一部鉄骨鉄筋造）
- 関係施設
  - 開架室： 996.88平方メートル（収容冊数 150,000 冊）
  - 閉架書庫： 195 平方メートル（収容冊数  180,000 冊）
  - 特別閉架書庫： 55 平方メートル（収容冊数   18,000 冊）
  - 閉架書庫（スタジオ）： 37 平方メートル（収容冊数    2,800 冊）
  - 八雲資料室： 56.25 平方メートル（小泉八雲関係資料）
  - ラビックの部屋： 40.50 平方メートル（読みきかせ等に使用）
  - 館外書庫： 143 平方メートル（松江市鹿島町旧北工場）
  - OPAC 利用者用端末 5 台、インターネット接続パソコン 4 台 [1]

## 松江市立島根図書館
松江市立島根図書館は、島根県松江市島根町加賀1414番地にある松江市立図書館のひとつである。2018年度の蔵書数は  23,006冊、年間貸出数は 18,462冊。主な蔵書としては、一般書：14,543冊、児童書： 8,463 冊、雑誌を  1,131冊、AVソフトを181本 所蔵している。旧八束郡島根町（2005年3月31日）地区には図書館がなかったため、2008年（平成20年）6月1日に同市内で初めての地域図書館の誕生となる。島根公民館と併設している。

### 施設概要
- 所在地： 松江市島根町加賀 1414 番地
- 開館日： 2008年（平成20年）6月1日、島根公民館との複合施設として竣工
- 構造： 鉄筋コンクリート造
- 関係施設
  - 開架室：313 平方メートル（収容冊数 21,000 冊）
  - 閉架書庫：22 平方メートル （収容冊数  2,000 冊）
  - OPAC 利用者用端末 1 台、インターネット接続パソコン 2 台 [1]

## 東出雲図書館
東出雲図書館は、島根県松江市東出雲町揖屋1139-2にある松江市立図書館のひとつである。2018年度の蔵書数は、28,160冊、年間貸出数は53,607冊。主な蔵書としては、一般書：14,532冊、児童書：13,628冊、雑誌を849冊、AVソフトを45本所蔵している。

### 施設概要
- 所在地： 松江市東出雲町揖屋 1139 番地 2
- 開館日： 1985年（昭和60年）10月、2011年（平成23年）8月1日の市町村合併により松江市立となる。東出雲ふれあい会館との複合施設
- 構造： 鉄筋コンクリート造
- 関係施設
  - 開架室：143.9 平方メートル（収容冊数 26,000 冊）
  - 閉架書庫：16.24 平方メートル（収容冊数 2,000 冊）
  - OPAC 利用者用端末 1 台、インターネット接続パソコン 1 台 [1]

## 移動図書館
移動図書館として、ブックモービル号が運行、蔵書数は16,242冊

### 施設概要
- 仕様： 3 トントラック改造・セミバス型 定員3名 排気量 4,000 ㏄
- 運行開始日： 2008年（平成20年）11月1日
- 収容冊数: 2,000 冊  BM 書庫（収容冊数 5,300 冊） [1]

## サービス
- 開館時間：9時 - 18時（中央図書館 3月 - 10月は19 時まで）
- 休館日： 毎週火曜日(祝日の場合開館)、毎月最終金曜日(祝日の場合その前日)、蔵書点検のための臨時休館・年末年始
- 貸出冊数：個人は10冊まで2週間以内、団体は50冊まで30日以内 [1]